# شغيلة شيغائية
شغيلة شيغائية (بالإنجليزية: Shigella shigae)‏ هي نمط بكتيري من أنماط الشيغيلة الزحارية ضمن شعبة المتقلبات.

## تسميات أخرى
- شيغيلة زحارية من النمط الأول (بالإنجليزية: Shigella dysenteriae type 1)‏